# Petit-Pont
El Petit-Pont és un pont que travessa el Sena a París, a França, construït el 1853.

## Situació
Connecta el  4t districte, a l'alçada de l'île de la Cité, al  5è districte, entre el quai de Montebello i el quai Saint-Michel.

## Història
El seu nom prové del fet que permetia salvar el petit braç del riu. També existia, un "Grand-Pont" al segle ix sota el regnat de  Carles el Calb que permetia salvar el gran braç del Sena (aquest darrer serà reemplaçat pel Pont au Change). És a l'edat mitjana, el 1185, que es construeix la primera rèplica, després destruïda el 1196. Entre 1394 i 1406, el rei  Carles VI fa construir un pont de tres arcs. Endut per les aigües, és restablert entre 1406 i 1416. Aquesta darrera rèplica subsisteix fins al segle xvii. Però és totalment destruït per les flames el 1718, reemplaçat un any més tard per una altra rèplica sempre de fusta. El 1850 un veritable pont de pedra es construeix al seu emplaçament.

## Característiques
- Tipus de construcció: pont en arc
- Construcció: 1853
- Inauguració: 1853
- Arquitectes: Michal i Gariel
- Material: pedra
- Longitud total: 32 m
- Amplada útil: 20 m (12 m per a la calçada i 4 m per a cada vorera)

## Galeria

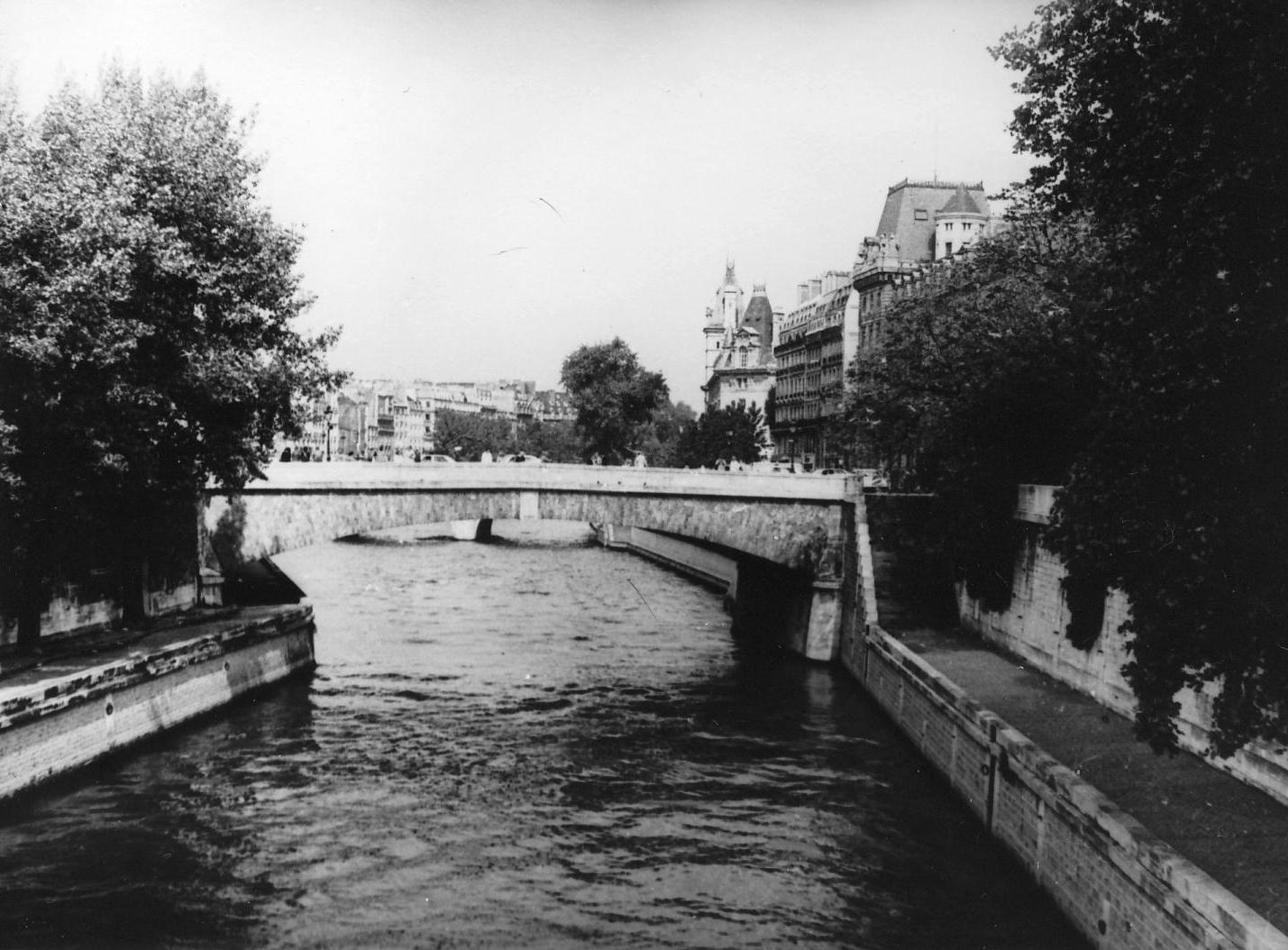
El Petit-Pont el 1981
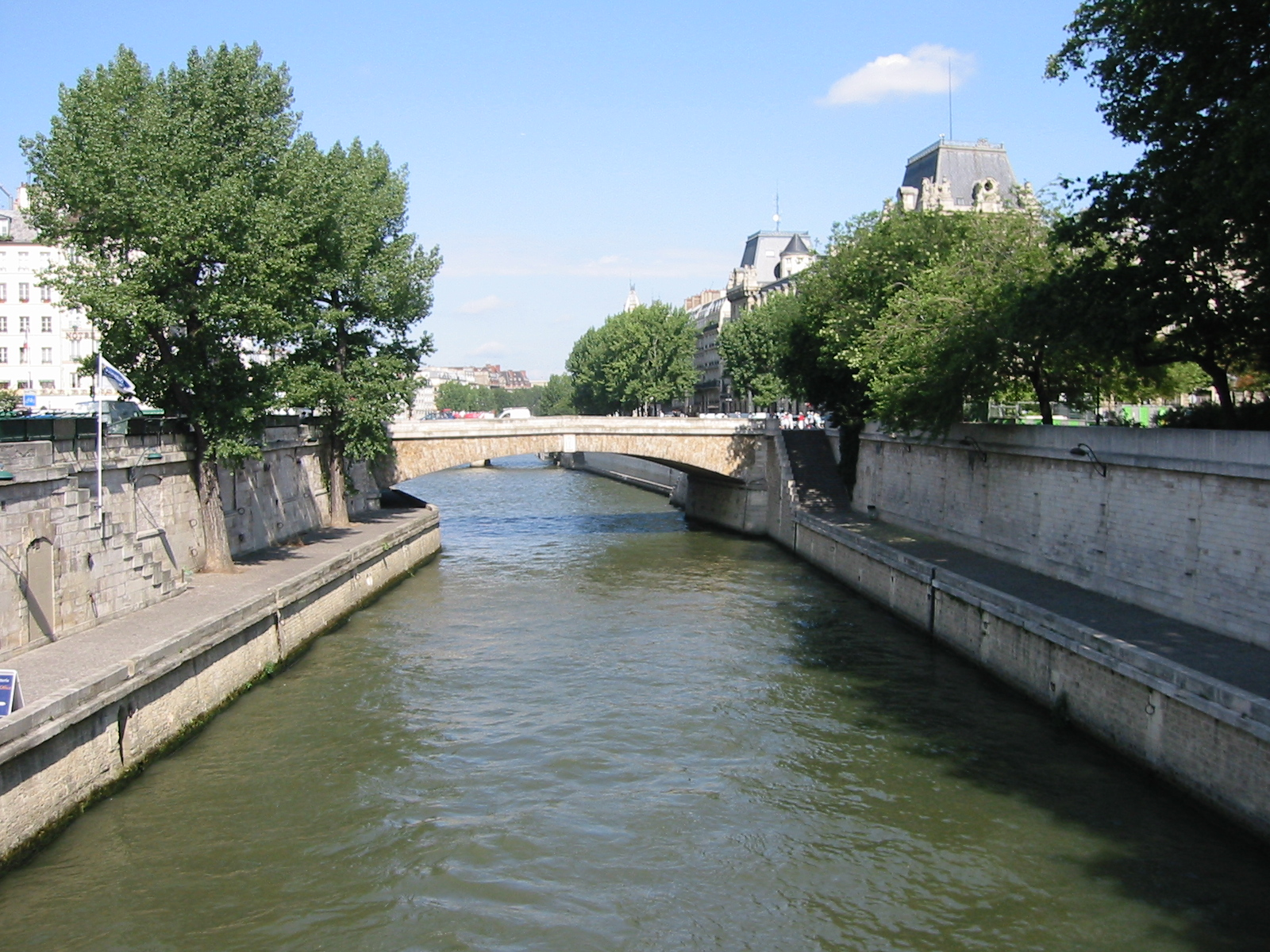
Vista des del pont au Double
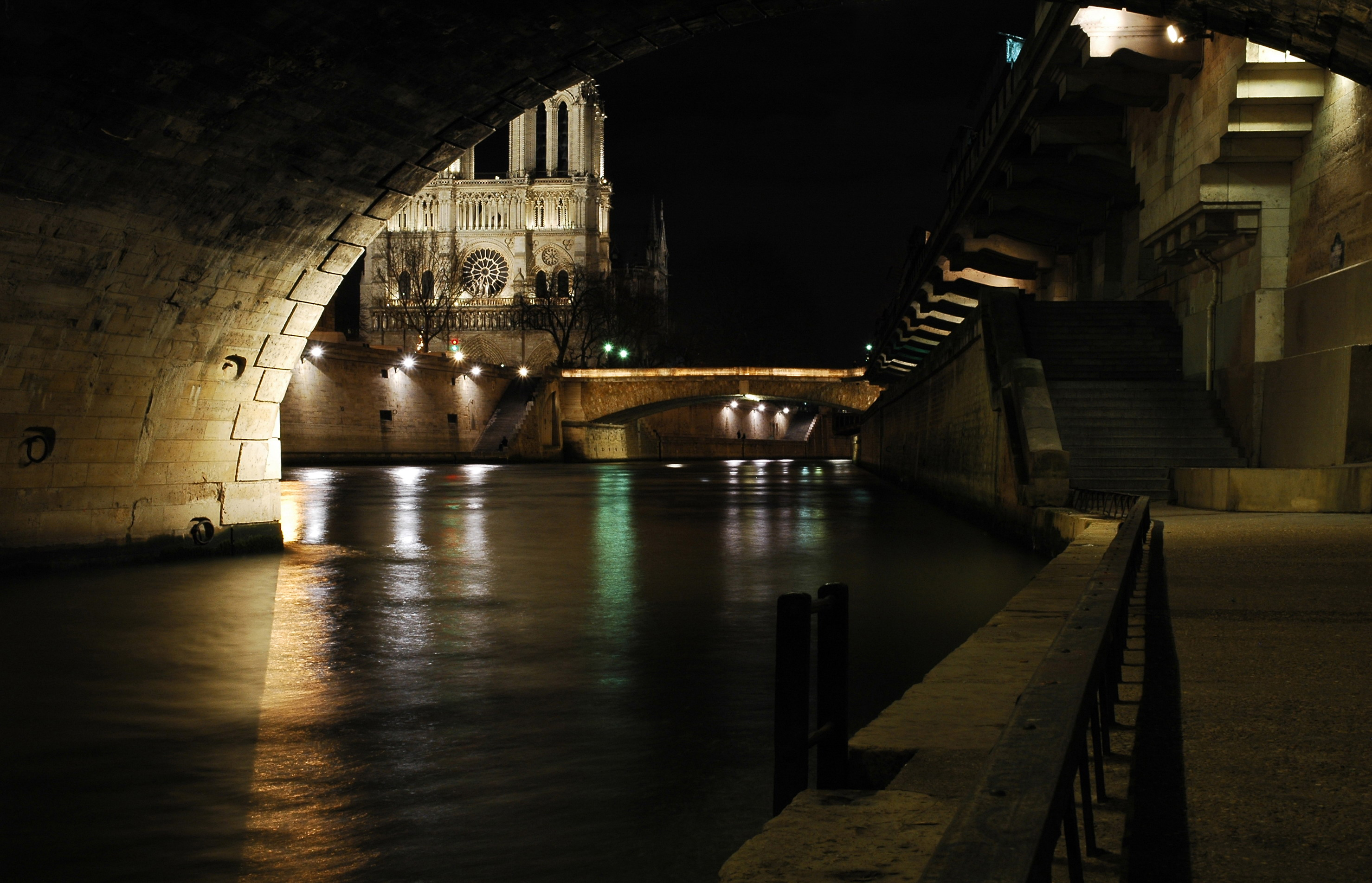
Notre-Dame de París i el Petit-Pont des del pont Saint-Michel